# Sportler des Jahres 1976 (Deutschland)
Die Sportler des Jahres 1976 in Deutschland wurden von den Fachjournalisten gewählt und am Jahresende im Kurhaus von Baden-Baden ausgezeichnet. Veranstaltet wurde die Wahl zum 30. Mal von der Internationalen Sport-Korrespondenz (ISK).

## Männer
| Platz | Sportler                | Sportart              | Punkte | Erfolge 1976                                                                         |
| ----- | ----------------------- | --------------------- | ------ | ------------------------------------------------------------------------------------ |
| 1.    | Gregor Braun            | Bahnradsport          | 2029   | Olympiasieger Einer- u. Viererverfolgung                                             |
| 2.    | Alwin Schockemöhle      | Springreiten          | 1790   | Olympiasieger Einzel, Zweiter Mannschaft                                             |
| 3.    | Alexander Pusch         | Fechten               | 1384   | Olympiasieger Degen, Zweiter Mannschaft                                              |
| 4.    | Guido Kratschmer        | Leichtathletik        | 0996   | Olympiazweiter u. deutscher Rekord Zehnkampf                                         |
| 5.    | Franz Beckenbauer       | Fußball               | 0954   | Sieger Europapokal der Landesmeister mit Bayern München, Europameisterschaftszweiter |
| 6.    | Urban Hettich           | Nordische Kombination | 0529   | Olympiazweiter                                                                       |
| 7.    | Klaus-Peter Hildenbrand | Leichtathletik        | 0370   | Olympiadritter 5000-Meter-Lauf                                                       |
| 8.    | Sepp Maier              | Fußball               | 0282   | Sieger Europapokal der Landesmeister mit Bayern München, Europameisterschaftszweiter |
| 9.    | Hans Günter Winkler     | Springreiten          | 0238   | Olympiazweiter Mannschaft                                                            |
| 10.   | Eberhard Gienger        | Turnen                | 0206   | Olympiadritter Reck                                                                  |

## Frauen
| Platz | Sportler                    | Sportart       | Punkte | Erfolge 1976                                                                     |
| ----- | --------------------------- | -------------- | ------ | -------------------------------------------------------------------------------- |
| 1.    | Rosi Mittermaier            | Ski Alpin      | 2991   | Olympiasiegerin Abfahrt u. Slalom, Zweite Riesenslalom, Siegerin Gesamtweltcup   |
| 2.    | Annegret Richter            | Leichtathletik | 2930   | Olympiasiegerin 100-Meter-Lauf, Zweite 200-Meter-Lauf u. 4-mal-100-Meter-Staffel |
| 3.    | Marion Becker               | Leichtathletik | 1113   | Olympiazweite Speerwurf                                                          |
| 4.    | Eva Wilms                   | Leichtathletik | 0738   | Olympiasiebte                                                                    |
| 5.    | Inge Helten                 | Leichtathletik | 0703   | Olympiadritte 100-Meter-Lauf, Zweite 4-mal-100-Meter-Staffel                     |
| 6.    | Christa Vahlensieck         | Leichtathletik | 0505   | Weltbestleistung 25-km-Straßenlauf, deutscher Rekord 100-km-Straßenlauf          |
| 7.    | Andrea Bieger               | Turnen         | 0285   | vierfache Deutsche Meisterin                                                     |
| 8.    | Elisabeth Demleitner        | Rennrodeln     | 0241   | Olympiadritte                                                                    |
| 9.    | Brigitte Kraus              | Leichtathletik | 0206   | Hallen-Europameisterin 1500-Meter-Lauf, drei deutsche Meistertitel               |
| 10.   | Edith Eckbauer/Thea Einöder | Rudern         | 0198   | Olympiadritte Zweier o. Stm.                                                     |

## Mannschaften
| Platz | Sportler                          | Sportart       | Punkte | Erfolge 1976                         |
| ----- | --------------------------------- | -------------- | ------ | ------------------------------------ |
| 1.    | Bahnrad-Vierer                    | Bahnradsport   | 2700   | Olympiasieger                        |
| 2.    | Florettfechter-Mannschaft Männer  | Fechten        | 1439   | Olympiasieger                        |
| 3.    | Eishockeynationalmannschaft       | Eishockey      | 1238   | Olympiadritter                       |
| 4.    | FC Bayern München                 | Fußball        | 0808   | Sieger Europapokal der Landesmeister |
| 5.    | Borussia Mönchengladbach          | Fußball        | 0784   | Deutscher Meister                    |
| 6.    | Dressurreiter-Equipe              | Dressurreiten  | 0731   | Olympiasieger                        |
| 7.    | 4-mal-100-Meter-Staffel Frauen    | Leichtathletik | 0537   | Olympiazweiter                       |
| 8.    | Männer-Handballnationalmannschaft | Handball       | 0457   | Olympiavierter                       |
| 9.    | Degenfechter-Mannschaft           | Fechten        | 0324   | Olympiazweiter                       |
| 9.    | Frauen-Hockeynationalmannschaft   | Hockey         | 0324   | Weltmeister                          |